# Druga proleterska divizija NOVJ-a
Druga proleterska divizija NOVJ-a formirana je u Tičevu 1. studenoga 1942. od Druge proleterske udarne brigade, Četvrte proleterske crnogorske udarne brigade i Druge dalmatinske udarne brigade. Smatrala se jednom od elitnih jedinica NOVJ-a koja je sudjelovala u borbama u Bosni i Hercegovini, Hrvatskoj, Crnoj Gori i Srbiji, te u oslobađanju Kruševca, Kraljeva i Čačka.

## Borbeni put Druge proleterske divizije
Nakon formiranja Druga proleterska divizija je tokom prosinca 1942. izvršila uspješan napad na ustaške garnizone u Livnu i Duvnu. U siječnju 1943. godine napala je talijansko-četničke snage na prostoru Bosansko Grahovo-Knin, a u veljači je porazila ustaški garnizon u Imotskom.
Tijekom Bitke na Neretvi u delti Neretve predstavljala je desnu napadačku kolonu, te je sudjelovala u protuudaru kod Gornjeg Vakufa. Druga proleterska divizija je porazila četnike kod Nevesinja i Kalinovika.
U vrijeme Bitke na Sutjesci sudjelovala je u žestokim borbama za mostobran u dolini Sutjeske, u borbama prilikom proboja obruča na Zelengori i na liniji Foče-Kalinovik.
Od 1. rujna 1943. godine bila je dio Drugog udarnog korpusa NOVJ-a. Početkom prosinca 1943. godine Druga proleterska divizija je pretrpjela poraz od njemačke 1. brdske divizije tokom Operacije Kugelblitz, a zbog čega je smjenjen štab divizije na čelu sa zapovjednikom Ljubodragom Đurićem. Za novog zapovjednika postavljen je Ljubo Vučković.
Od veljače do svibnja 1944. godine Druga proleterska divizija se nalazila u Srbiji, a kasnije je sudjelovala u borbama protiv njemačkih snaga, četnika i 13. oružane gorske divizije SS-a "Handschar" u Sandžaku. Druga dalmatinska proleterska udarna brigada izašla je iz sastava Druge proleterske divizije 27. siječnja 1944. godine. U sastavu Druge proleterske divizije su se poslije nalazile Treća srpska brigada od 10. veljače 1944, Šesta srpska brigada od 16. studenoga 1944. i Artiljerijska brigada od 15. ožujka 1945. godine. Druga proleterska udarna brigada je od rujna do prosinca 1944. bila u sastavu 21. srpske divizije NOVJ-a, a kasnije je ponovo bila dio Druge proleterske divizija.
Od početka kolovoza 1944. Druga proleterska divizija borila se pod neposredniom zapovjedništvom Glavnog štaba NOV i PO Srbije u dolini Zapadne Morave, a od siječnja do travnja 1945. sudjelovala je u borbama na Srijemskom frontu. Krajem prosinca 1944. u sastavu Druge proleterske divizije nalazilo se 9.886 boraca.
Sve tri brigade koje su pri osnivanju Druge proleterska divizija bile u njenom sastavu, bile su proglašene proleterskim brigadama, te su odlikovane Ordenom narodnog heroja.